# Roseau (Minnesota)
Roseau è una città degli Stati Uniti d'America, situata in Minnesota, nella Contea di Roseau, della quale è anche il capoluogo.

## Economia
Nella città di Roseau ha sede l'azienda Polaris Industries.